# Justus Schmidt
Justus Schmidt (15 de mayo de 1992) es un deportista alemán que compite en vela en la clase 49er. Ganó una medalla de oro en el Campeonato Europeo de 49er de 2015.

## Palmarés internacional
| \| Campeonato Europeo \| Campeonato Europeo \| Campeonato Europeo \| Campeonato Europeo \| \| Año \| Lugar \| Medalla \| Clase \| \| ------------------ \| ------------------ \| ------------------ \| ------------------ \| \| 2015 \| Oporto (Portugal) \| Medalla de oro \| 49er \| |                   |                |       |
| Campeonato Europeo |                   |                |       |
| Año | Lugar             | Medalla        | Clase |
| 2015 | Oporto (Portugal) | Medalla de oro | 49er  |